# Walenty Wojciech
Walenty Wojciech (ur. 2 lutego 1868 w Grzawie, zm. 29 maja 1940 we Wrocławiu) – biskup tytularny Danaba, biskup pomocniczy wrocławski w latach 1920–1940.
Urodził się 2 lutego 1868 roku w Grzawie koło Pszczyny w rodzinie wolnego sołtysa. Ukończył gimnazjum w Pszczynie oraz studia teologiczne na uniwersytecie we Wrocławiu. Po uzyskaniu święceń kapłańskich w roku 1894 pracował jako wikariusz w parafiach w Katowicach i Kluczborku. Przez krótki czas był proboszczem parafii w Lewinie Brzeskim, a następnie w Mieroszowie.
W 1902 przeniesiono go do Korfantowa, gdzie sprawował funkcję proboszcza do 1916 roku. W tym czasie z jego inicjatywy wybudowano w 1904 roku nowy kościół pod wezwaniem św. Apostołów Piotra i Pawła w Rzymkowicach oraz w latach 1908–1911 w Korfantowie na miejscu rozebranej starej świątyni wzniesiono nowy kościół pod wezwaniem Trójcy Świętej. Zadbał również o remont kaplic w miejscu pielgrzymek na Szwedzkiej Górce koło Przydroża Małego.
W 1916 roku został kanonikiem wrocławskim i radcą kurii biskupiej, parafię w Korfantowie natomiast objął po nim, będący również księdzem, jego brat Antoni Wojciech. Sakrę biskupią otrzymał 1 maja 1920 roku. Działalność duszpasterską prowadził w języku polskim i niemieckim.